# Kultura gorodcowska
Kultura gorodcowska – nazwa tej kultury pochodzi od nazwiska rosyjskiego archeologa W.A. Gorodcowa, który badał stanowisko Kostionki, gdzie poświadczona jest obecność przewodnich elementów kulturowych utożsamianych z kulturą gorodcowską. Geneza tej kultury związana jest z lokalnym podłożem środkowo paleolitycznym a mianowicie z kulturą mikocką. Kultura gorodcowska rozwijała się w okresie między 32-26 tys. lat temu. Zespół zjawisk kulturowych utożsamianych z kulturą gorodcowską obejmował obszary środkowego Donu - stanowisko Kostenki XIV. Za przewodnie formy należy przyjąć bifacjalne asymetryczne noże-zgrzebła znane już w środkowym paleolicie. Natomiast z wolumetrycznych rdzeni kamiennych pozyskiwano odłupki, z których zaś wytwarzano zgrzebła, na stanowiskach tej kultury poświadczona jest także obecność krótkich drapaczy wykonywanych na wiórach. Inwentarz kościany reprezentowany jest głównie przez narzędzia łopatkowate oraz zawieszki z zębów pieśca, a także przekłuwacze.